# James MacArdell
James MacArdell (Dublino, 1729 – Londra, 1765) è stato un incisore irlandese.
Ricavò incisioni per lo più da Joshua Reynolds utilizzando la maniera nera.